# Эдем (кинотеатр)
«Эдем» (фр. L'Eden Théâtre) — кинотеатр во французском городе Ла-Сьота, департамент Буш-дю-Рон. Открыт 16 июня 1889 года как театрально-концертное заведение. Установлено, что первые фильмы в нём стали демонстрироваться с марта 1899 года. В первой половине XX века использовался в качестве мюзик-холла, концертного зала, в нём проводились спортивные состязания. Зал был долгое время нерентабельным и практически не работал с начала 1980-х годов, а в 1995 году прекратил свою деятельность почти на два десятилетия. В 1996 году был зарегистрирован в качестве исторического памятника. В 2013 году была закончена реставрация и в нём снова стали демонстрироваться фильмы. Считается самым старым действующим кинотеатром в мире, в связи с чем в июле 2021 года внесён в Книгу рекордов Гиннеса.

## История
Здание театра в провансальском городе Ла-Сьота было построено и открыто в 1889 году марсельским предпринимателем Альфредом Сегуином (Alfred Seguin), который через несколько лет в связи с финансовыми проблемами был вынужден продать его Раулю Галло (Raoul Gallaud). В 1900 году к центральному корпусу было пристроено дополнительное крыло. Кинофильмы вошли в программу заведения с конца XIX века. В нём показывались одни из первых фильмов братьев Люмьер, с деятельностью которых тесно связан город, а Галло был знаком с их отцом Антуаном. В Ла-Сьота был снят целый ряд короткометражек братьев, в том числе в 1895 году на местном вокзале один из самых известных фильмов основоположников кинематографа — «Прибытие поезда на вокзал Ла-Сьота». Первые показы работ Люмьеров прошли 21 и 22 марта 1899 года и именно с этой датой связывают историческую обоснованность кинотеатра на статус старейшего из действующих в мире. В начале XX века при показе фильмов использовались шумовые эффекты, которые создавались при участии членов семьи владельцев Рауля и Аделаиды Галло.
В начальный период своей деятельности, а также и позже, кроме кинофильмов в нём проводились театральные представления, концерты, матчи по боксу и греко-римской борьбе. Так, в начале своей карьеры в нём выступали такие известные французские исполнители как Ив Монтан, Эдит Пиаф и Фернандель. Начиная с 1982 года, после убийства управляющего при ограблении кинотеатра, работал нерегулярно, так как пользовался дурной славой из-за криминогенной обстановки, связанной с заведением и прилегающим районом. В нём некоторое время проводились показы французских фильмов эпохи немого кино. В 1992 году театр был приобретён администрацией города, а в 1995 году он прекратил свою деятельность почти на два десятилетия. В 1996 году «Эдем» был зарегистрирован в качестве исторического памятника. Важную роль в его спасение внесли общественные инициативы, которые старались привлечь к нему внимание начиная с 1970—1980-х годов. Так, в 2002 году была организована ассоциация Les Lumières de l'Eden, председателем которой стал правнук Луи Люмьера — Жиль Трарье-Люмьер (Gilles Trarieux-Lumière).  
В 2013 году, после того как Марсель был выбран культурной столицей Европы, муниципальные власти решили провести ремонт кинотеатра, который обошёлся почти в 6 000 000 евро. Были заменены кресла, на пол был положен паркет и чёрный мрамор, стены и фасад были выкрашены в жёлтый цвет, нанесена мозаика, зал был оборудован современной кинопроекционной техникой. В октябре того же года прошло торжественное открытие кинотеатра, на котором присутствовали в качестве почётных гостей Жюльет Бинош, Натали Бай, Роман Полански, Оливье Даан, Серж Тубиана и другие связанные с французским кинематографом деятели. В честь ленты «Прибытие поезда» фасад сооружения был украшен световым шоу. Истории кинотеатра была посвящена книга-фотоальбом Агаты Ресканье, вышедшая в 2013 году, предисловие к которой написал писатель Фредерик Бегбедер. В июле 2021 года Эдем был внесён в Книгу рекордов Гиннеса в качестве старейшего действующего кинотеатра в мире.
Кинотеатр находится в муниципальной собственности, фактически работает в качестве культурного центра и привлекает своей историей туристов. Здание размещается напротив «нового порта», на городской набережной, на бульваре Жоржа Клемансо, 25. Оно сумело сохранить свой внутренний архитектурный облик и больше похоже на театральное помещение, чем на залы изначально приспособленные для демонстрации кинофильмов.